# Jaekelopterus rhenaniae
Jaekelopterus rhenaniae és una espècie extinta d'euriptèrida. Amb una longitud estimada de 2,5 metres, és un dels dos artròpodes més grossos mai descoberts (l'altre és un animal similar a un milpeus, Arthropleura, tot i que no és clar quin dels dos animals era més llarg, com també passa amb l'altre euriptèrida Pterygotus). Va viure fa aproximadament 390 milions d'anys, al període Devonià. Fou descrit per Simon Braddy i Markus Poschmann de la Universitat de Bristol a la revista científica Biology Letters (novembre del 2007); van trobar un quelícer i van estimar la mida total de l'animal basant-se en les proporcions d'aquesta peça bucal.